# Åndalsnes
Åndalsnes – norweskie miasto portowe leżące w okręgu Møre og Romsdal, w gminie Rauma. Jest zaludnione przez ok. 3 tys. mieszkańców i ulokowane jest na wybrzeżu Romsdalsfjordu. Leży w pobliżu Drogi Trolli.
W mieście rozwinął się przemysł spożywczy.

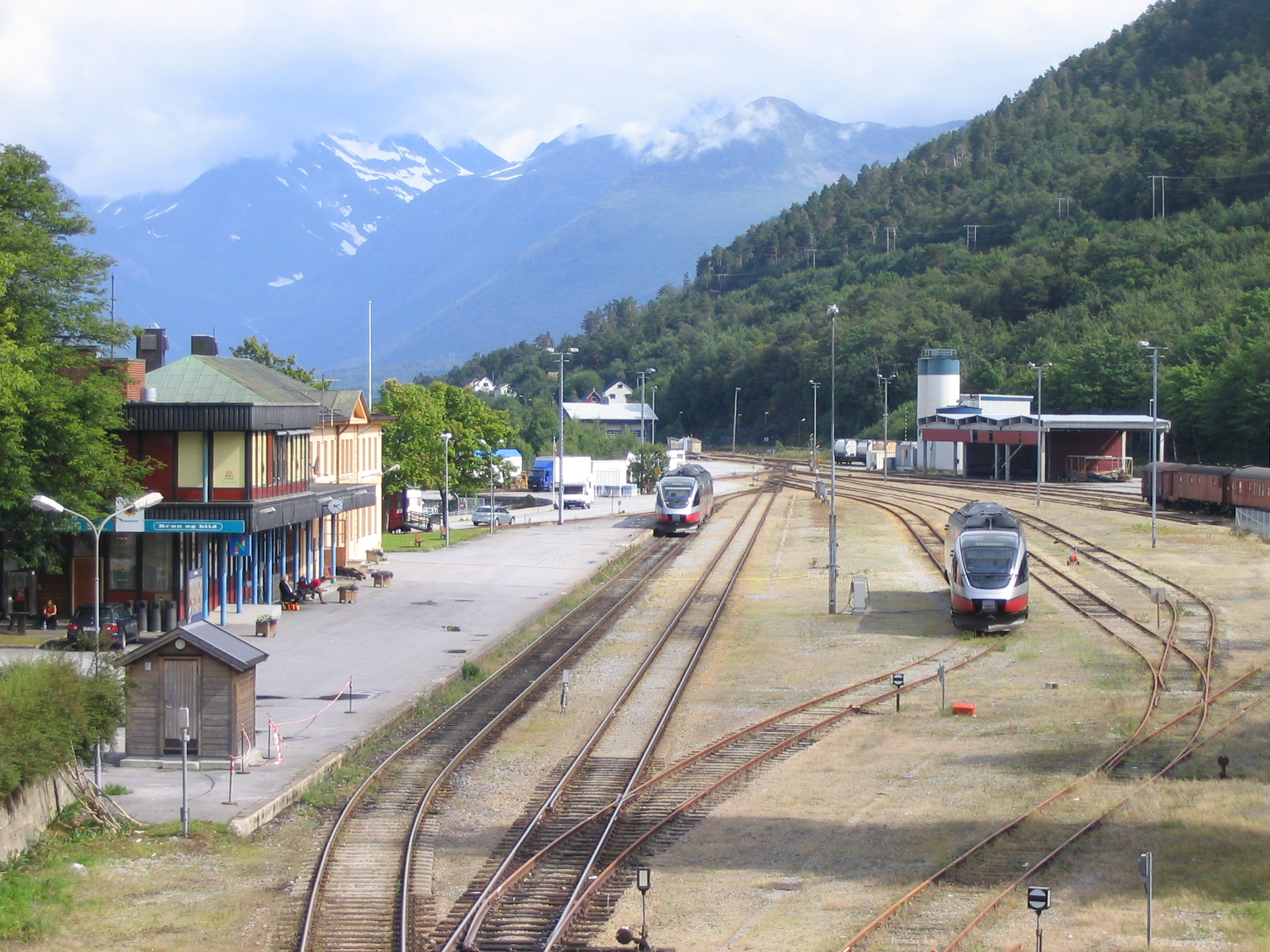
Stacja kolejowa w Åndalsnes